# بيدرو بيريز فرنانديز
بيدرو بيريز فرنانديز (بالإسبانية: Pedro Pérez Fernández)‏ هو اقتصادي إسباني، ولد في 18 فبراير 1949، وتوفي في 24 يناير 2018.